# Route Adélie de Vitré 2013
La 18e édition de la Route Adélie de Vitré a eu le 29 mars 2013 autour de la ville de Vitré. La course fait partie du calendrier UCI Europe Tour 2013 en catégorie 1.1.

## Présentation

### Équipes
Classée en catégorie 1.1 de l'UCI Europe Tour, la Route Adélie de Vitré est par conséquent ouverte aux UCI ProTeams dans la limite de 50 % des équipes participantes, aux équipes continentales professionnelles, aux équipes continentales et aux équipes nationales.
| Nom de l'équipe  | Pays   | Code |
| ---------------- | ------ | ---- |
| AG2R La Mondiale | France | ALM  |
| FDJ              | France | FDJ  |

| Nom de l'équipe         | Pays      | Code |
| ----------------------- | --------- | ---- |
| BigMat-Auber 93         | France    | BIG  |
| Doltcini-Flanders       | Belgique  | DOL  |
| La Pomme Marseille      | France    | LPM  |
| NSP-Ghost               | Allemagne | NSP  |
| Roubaix Lille Métropole | France    | RLM  |

| Nom de l'équipe              | Pays       | Code |
| ---------------------------- | ---------- | ---- |
| Androni Giocattoli-Venezuela | Italie     | AND  |
| Bretagne-Séché Environnement | France     | BSE  |
| Cofidis                      | France     | COF  |
| Colombia                     | Colombie   | COL  |
| Europcar                     | France     | EUC  |
| IAM                          | Suisse     | IAM  |
| Novo Nordisk                 | États-Unis | TNN  |
| RusVelo                      | Russie     | RVL  |
| Sojasun                      | France     | SOJ  |

## Classement final
|    | Coureur             | Équipe                       |    | Temps           |
| -- | ------------------- | ---------------------------- | -- | --------------- |
| 1  | Alessandro Malaguti | Androni Giocattoli-Venezuela | en | 4 h 53 min 55 s |
| 2  | Yauheni Hutarovich  | AG2R La Mondiale             | +  | m.t             |
| 3  | Justin Jules        | La Pomme Marseille           |    | m.t             |
| 4  | Fabien Bacquet      | BigMat-Auber 93              |    | m.t             |
| 5  | Omar Bertazzo       | Androni Giocattoli-Venezuela |    | m.t             |
| 6  | Julien Simon        | Sojasun                      |    | m.t             |
| 7  | Arnaud Gérard       | Bretagne-Séché Environnement |    | m.t             |
| 8  | Andrea Peron        | Novo Nordisk                 |    | m.t             |
| 9  | Laurent Pichon      | FDJ                          |    | m.t             |
| 10 | Julien Bérard       | AG2R La Mondiale             |    | m.t             |